# 11e étape du Tour de France 1997
Pour un article plus général, voir Tour de France 1997.
La onzième étape du Tour de France 1997 s'est déroulée le 16 juillet 1997 entre Andorre et Perpignan sur un parcours de 252,2 km. Au terme d'une échappée de trois coureurs, le Français Laurent Desbiens remporte cette étape à la suite du déclassement de l'Ukrainien Sergueï Outschakov pour un sprint irrégulier,.

## Profil et parcours
Partant de la capitale Andorre-la-Vieille, l'étape traverse le pays par le Port d'Envalira (2 409 mètres) classé en première catégorie pour se rendre en France par le Pas-de-la-Case. La haute vallée de l'Ariège est descendue jusqu'à Ax-les-Thermes pour ensuite entreprendre la montée vers le col du Chioula (1 432 mètres) en deuxième catégorie. Dans l'Aude sur le plateau de Sault, Camurac reçoit le premier sprint au km 81,5 et Quillan le second au km 116,5. Le col de Campérié est la dernière difficulté du jour classée en 4e catégorie. Dans les Pyrénées-Orientales, la petite région du Fenouillèdes est traversée en direction de l'arrivée vers le palais des expositions de Perpignan au km 192.

## Classement de l'étape
| \| Classement de l'étape \| Classement de l'étape \| Classement de l'étape \| Classement de l'étape \| Classement de l'étape \| \| Coureur \| Coureur \| Pays \| Équipe \| Temps \| \| --------------------- \| --------------------- \| --------------------- \| ------------------------------- \| --------------------- \| \| 1er \| Laurent Desbiens \| France \| Cofidis-Le Crédit par Téléphone \| 5 h 05 min 05 s \| \| 2e \| Carlo Finco \| Italie \| MG Boys Maglificio-Technogym \| + 0 s \| \| 3e \| Sergueï Outschakov \| Ukraine \| Polti \| + 0 s \| \| 4e \| Frédéric Moncassin \| France \| Gan \| + 18 s \| \| 5e \| Erik Zabel \| Allemagne \| Deutsche Telekom \| + 18 s \| \| 6e \| Mario Traversoni \| Italie \| Mercatone Uno \| + 18 s \| \| 7e \| Fabio Baldato \| Italie \| MG Boys Maglificio-Technogym \| + 18 s \| \| 8e \| Frankie Andreu \| États-Unis \| Cofidis-Le Crédit par Téléphone \| + 18 s \| \| 9e \| Adriano Baffi \| Italie \| US Postal Service \| + 18 s \| \| 10e \| Gianluca Pierobon \| Italie \| Batik-Del Monte \| + 18 s \| |                    |            |                                 |                 |
| |                    |            |                                 |                 |
| |                    |            |                                 |                 |
| Classement de l'étape |                    |            |                                 |                 |
| Coureur | Coureur            | Pays       | Équipe                          | Temps           |
| 1er | Laurent Desbiens   | France     | Cofidis-Le Crédit par Téléphone | 5 h 05 min 05 s |
| 2e | Carlo Finco        | Italie     | MG Boys Maglificio-Technogym    | + 0 s           |
| 3e | Sergueï Outschakov | Ukraine    | Polti                           | + 0 s           |
| 4e | Frédéric Moncassin | France     | Gan                             | + 18 s          |
| 5e | Erik Zabel         | Allemagne  | Deutsche Telekom                | + 18 s          |
| 6e | Mario Traversoni   | Italie     | Mercatone Uno                   | + 18 s          |
| 7e | Fabio Baldato      | Italie     | MG Boys Maglificio-Technogym    | + 18 s          |
| 8e | Frankie Andreu     | États-Unis | Cofidis-Le Crédit par Téléphone | + 18 s          |
| 9e | Adriano Baffi      | Italie     | US Postal Service               | + 18 s          |
| 10e | Gianluca Pierobon  | Italie     | Batik-Del Monte                 | + 18 s          |

## Classement général
Pas de changement au classement général après cette étape de transition. L'Allemand Jan Ullrich (Deutsche Telekom) conserve son maillot jaune de leader devant le Français Richard Virenque (Festina-Lotus) qui récupère cependant 20 secondes à la suite de l'annulation d'une pénalité pour ravitaillement interdit. Il revient donc à deux minutes et 38 secondes du leader. L'Espagnol Abraham Olano (Banesto) reste troisième et complète le podium.
| \| Classement général \| Classement général \| Classement général \| Classement général \| Classement général \| \| Coureur \| Coureur \| Pays \| Équipe \| Temps \| \| ------------------ \| -------------------- \| ------------------ \| ---------------------------- \| ------------------ \| \| 1er \| Jan Ullrich \| Allemagne \| Deutsche Telekom \| 60 h 06 min 17 s \| \| 2e \| Richard Virenque \| France \| Festina-Lotus \| + 2 min 38 s \| \| 3e \| Abraham Olano \| Espagne \| Banesto \| + 4 min 46 s \| \| 4e \| Bjarne Riis \| Danemark \| Deutsche Telekom \| + 4 min 53 s \| \| 5e \| Marco Pantani \| Italie \| Mercatone Uno \| + 5 min 29 s \| \| 6e \| Fernando Escartín \| Espagne \| Kelme-Costa Blanca-Eurosport \| + 5 min 46 s \| \| 7e \| Laurent Dufaux \| Suisse \| Festina-Lotus \| + 6 min 02 s \| \| 8e \| Oscar Camenzind \| Suisse \| Mapei-GB \| + 7 min 00 s \| \| 9e \| Francesco Casagrande \| Italie \| Saeco-Estro \| + 7 min 20 s \| \| 10e \| Cédric Vasseur \| France \| Gan \| + 7 min 31 s \| |                      |           |                              |                  |
| |                      |           |                              |                  |
| |                      |           |                              |                  |
| Classement général |                      |           |                              |                  |
| Coureur | Coureur              | Pays      | Équipe                       | Temps            |
| 1er | Jan Ullrich          | Allemagne | Deutsche Telekom             | 60 h 06 min 17 s |
| 2e | Richard Virenque     | France    | Festina-Lotus                | + 2 min 38 s     |
| 3e | Abraham Olano        | Espagne   | Banesto                      | + 4 min 46 s     |
| 4e | Bjarne Riis          | Danemark  | Deutsche Telekom             | + 4 min 53 s     |
| 5e | Marco Pantani        | Italie    | Mercatone Uno                | + 5 min 29 s     |
| 6e | Fernando Escartín    | Espagne   | Kelme-Costa Blanca-Eurosport | + 5 min 46 s     |
| 7e | Laurent Dufaux       | Suisse    | Festina-Lotus                | + 6 min 02 s     |
| 8e | Oscar Camenzind      | Suisse    | Mapei-GB                     | + 7 min 00 s     |
| 9e | Francesco Casagrande | Italie    | Saeco-Estro                  | + 7 min 20 s     |
| 10e | Cédric Vasseur       | France    | Gan                          | + 7 min 31 s     |

## Classements annexes
| Classement par points | Classement par points | Classement par points | Classement par points | Classement par points |
| Coureur               | Coureur               | Pays                  | Équipe                | Points                |
| --------------------- | --------------------- | --------------------- | --------------------- | --------------------- |
| 1er                   | Erik Zabel            | Allemagne             | Deutsche Telekom      | 272 pts               |
| 2e                    | Frédéric Moncassin    | France                | Gan                   | 191 pts               |
| 3e                    | Jeroen Blijlevens     | Pays-Bas              | TVM-Farm Frites       | 168 pts               |
| 4e                    | Mario Traversoni      | Italie                | Mercatone Uno         | 126 pts               |
| 5e                    | Nicola Minali         | Italie                | Batik-Del Monte       | 121 pts               |

| Classement par points | Classement par points | Classement par points | Classement par points | Classement par points |
| Coureur               | Coureur               | Pays                  | Équipe                | Points                |
| --------------------- | --------------------- | --------------------- | --------------------- | --------------------- |
| 1er                   | Erik Zabel            | Allemagne             | Deutsche Telekom      | 272 pts               |
| 2e                    | Frédéric Moncassin    | France                | Gan                   | 191 pts               |
| 3e                    | Jeroen Blijlevens     | Pays-Bas              | TVM-Farm Frites       | 168 pts               |
| 4e                    | Mario Traversoni      | Italie                | Mercatone Uno         | 126 pts               |
| 5e                    | Nicola Minali         | Italie                | Batik-Del Monte       | 121 pts               |

| Classement de la montagne | Classement de la montagne | Classement de la montagne | Classement de la montagne | Classement de la montagne |
| Coureur                   | Coureur                   | Pays                      | Équipe                    | Points                    |
| ------------------------- | ------------------------- | ------------------------- | ------------------------- | ------------------------- |
| 1er                       | Richard Virenque          | France                    | Festina-Lotus             | 259 pts                   |
| 2e                        | Laurent Brochard          | France                    | Festina-Lotus             | 185 pts                   |
| 3e                        | Jan Ullrich               | Allemagne                 | Deutsche Telekom          | 142 pts                   |
| 4e                        | Marco Pantani             | Italie                    | Mercatone Uno             | 122 pts                   |
| 5e                        | Pascal Hervé              | France                    | Festina-Lotus             | 115 pts                   |

| Classement de la montagne | Classement de la montagne | Classement de la montagne | Classement de la montagne | Classement de la montagne |
| Coureur                   | Coureur                   | Pays                      | Équipe                    | Points                    |
| ------------------------- | ------------------------- | ------------------------- | ------------------------- | ------------------------- |
| 1er                       | Richard Virenque          | France                    | Festina-Lotus             | 259 pts                   |
| 2e                        | Laurent Brochard          | France                    | Festina-Lotus             | 185 pts                   |
| 3e                        | Jan Ullrich               | Allemagne                 | Deutsche Telekom          | 142 pts                   |
| 4e                        | Marco Pantani             | Italie                    | Mercatone Uno             | 122 pts                   |
| 5e                        | Pascal Hervé              | France                    | Festina-Lotus             | 115 pts                   |

| Classement du meilleur jeune | Classement du meilleur jeune | Classement du meilleur jeune | Classement du meilleur jeune | Classement du meilleur jeune |
| Coureur                      | Coureur                      | Pays                         | Équipe                       | Temps                        |
| ---------------------------- | ---------------------------- | ---------------------------- | ---------------------------- | ---------------------------- |
| 1er                          | Jan Ullrich                  | Allemagne                    | Deutsche Telekom             | 60 h 06 min 17 s             |
| 2e                           | Peter Luttenberger           | Autriche                     | Rabobank                     | + 8 min 02 s                 |
| 3e                           | Daniele Nardello             | Italie                       | Mapei-GB                     | + 10 min 01 s                |
| 4e                           | Joona Laukka                 | Finlande                     | Festina-Lotus                | + 11 min 15 s                |
| 5e                           | Michael Boogerd              | Pays-Bas                     | Rabobank                     | + 21 min 17 s                |

| Classement du meilleur jeune | Classement du meilleur jeune | Classement du meilleur jeune | Classement du meilleur jeune | Classement du meilleur jeune |
| Coureur                      | Coureur                      | Pays                         | Équipe                       | Temps                        |
| ---------------------------- | ---------------------------- | ---------------------------- | ---------------------------- | ---------------------------- |
| 1er                          | Jan Ullrich                  | Allemagne                    | Deutsche Telekom             | 60 h 06 min 17 s             |
| 2e                           | Peter Luttenberger           | Autriche                     | Rabobank                     | + 8 min 02 s                 |
| 3e                           | Daniele Nardello             | Italie                       | Mapei-GB                     | + 10 min 01 s                |
| 4e                           | Joona Laukka                 | Finlande                     | Festina-Lotus                | + 11 min 15 s                |
| 5e                           | Michael Boogerd              | Pays-Bas                     | Rabobank                     | + 21 min 17 s                |

| Classement par équipes | Classement par équipes | Classement par équipes | Classement par équipes |
| Équipe                 | Équipe                 | Pays                   | Temps                  |
| ---------------------- | ---------------------- | ---------------------- | ---------------------- |
| 1re                    | Festina-Lotus          | France                 | 180 h 33 min 17 s      |
| 2e                     | Deutsche Telekom       | Allemagne              | + 4 min 50 s           |
| 3e                     | Mercatone Uno          | Italie                 | + 5 min 48 s           |
| 4e                     | Banesto                | Espagne                | + 9 min 55 s           |
| 5e                     | Mapei-GB               | Italie                 | + 32 min 25 s          |

| Classement par équipes | Classement par équipes | Classement par équipes | Classement par équipes |
| Équipe                 | Équipe                 | Pays                   | Temps                  |
| ---------------------- | ---------------------- | ---------------------- | ---------------------- |
| 1re                    | Festina-Lotus          | France                 | 180 h 33 min 17 s      |
| 2e                     | Deutsche Telekom       | Allemagne              | + 4 min 50 s           |
| 3e                     | Mercatone Uno          | Italie                 | + 5 min 48 s           |
| 4e                     | Banesto                | Espagne                | + 9 min 55 s           |
| 5e                     | Mapei-GB               | Italie                 | + 32 min 25 s          |